# Бек (Берг-ен-Дал)
Бек (нід. Beek) — село в нідерландській провінції Гелдерланд. Входить до муніципалітету Берг-ен-Дал. Перша згадка про населений пункт датується 814—815 роками.
До 1818 року мало статус окремого муніципалітету.

## Галерея

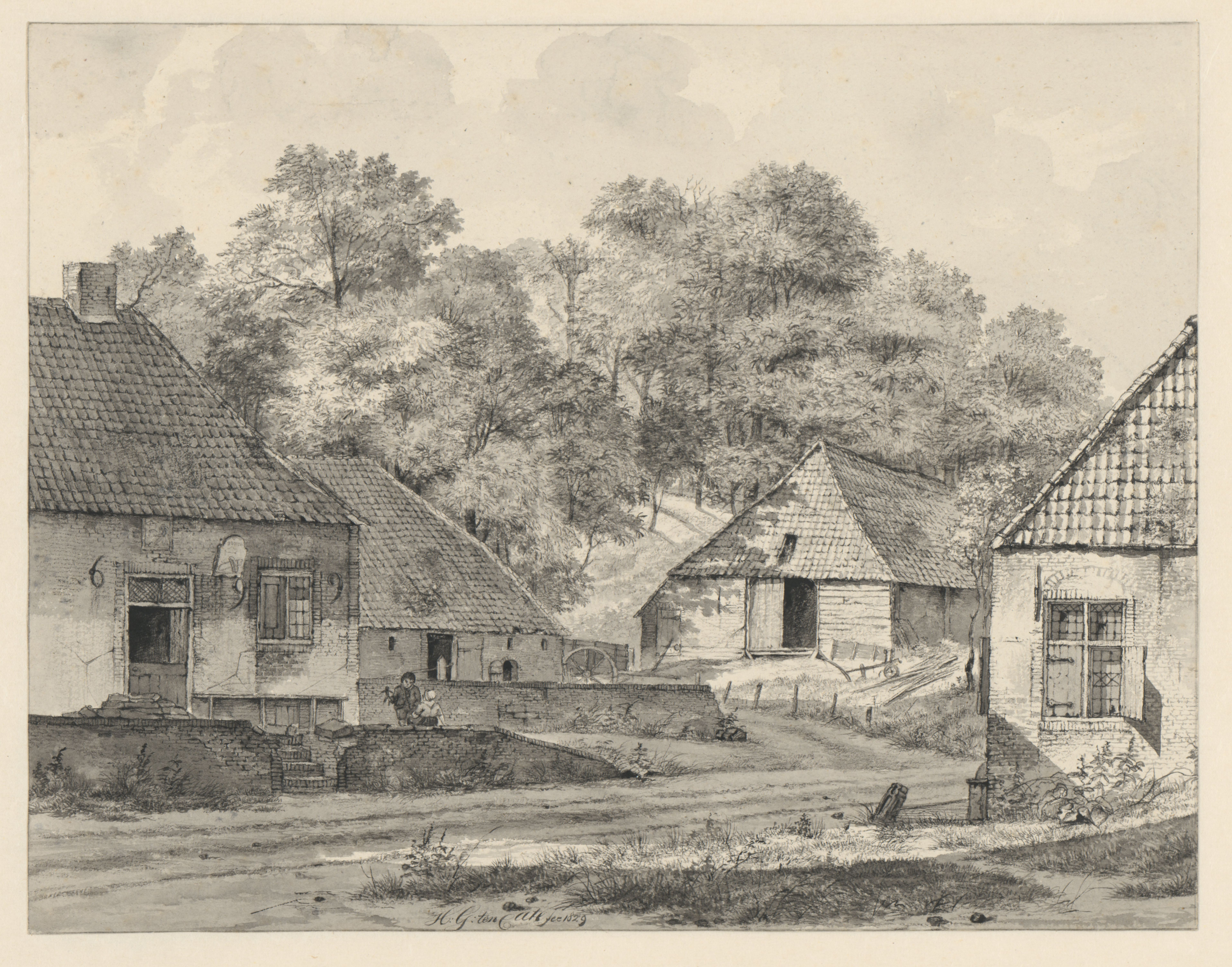
Малюнок ферми (1829)
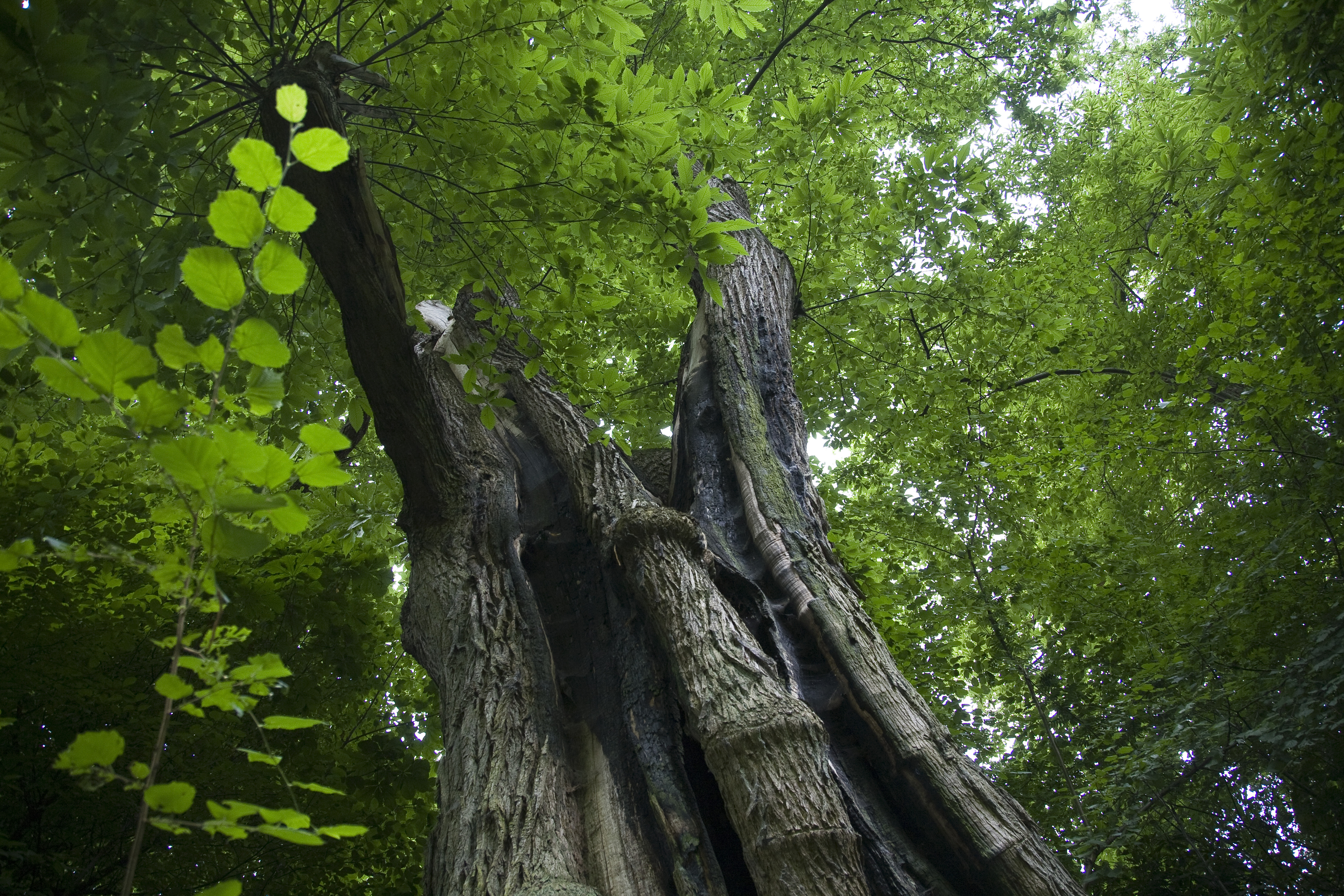
Kabouterboom — найтовще дерево у Нідерландах
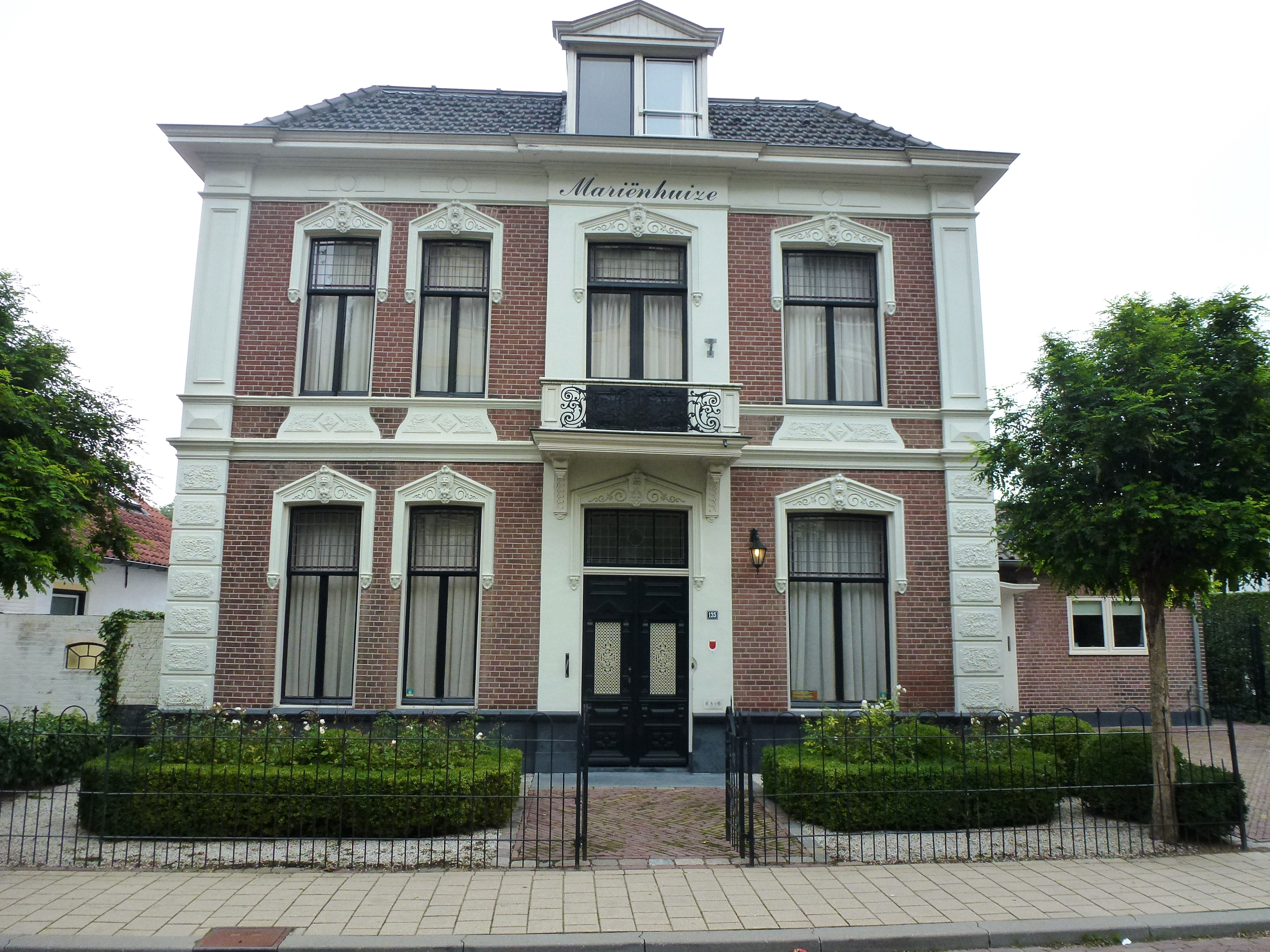
Вілла
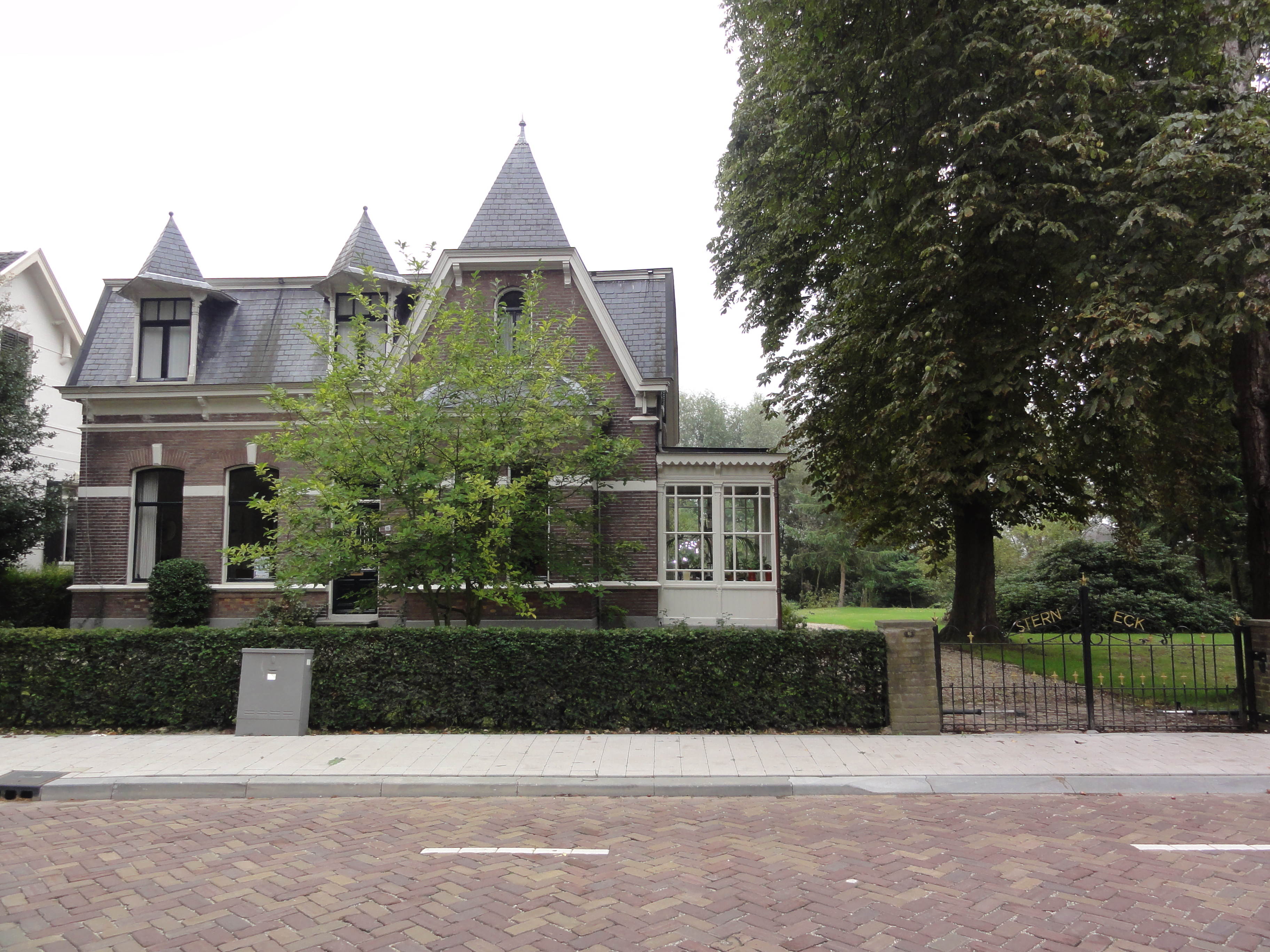
Вілла